# Vent d'Été
| Recensione | Giudizio |
| ---------- | -------- |
| AllMusic   |          |

Vent d'Été è un album di Zachary Richard, pubblicato dalla RZ Records nel 1981. Il disco fu registrato nel maggio 1981 allo Studio in the Country, Bogalusa, Louisiana (Stati Uniti).

## Tracce
1. M'attraper cocodrie – 4:10 (Zachary Richard)
2. Par une jolie nuit – 2:55 (Zachary Richard)
3. À la radio – 4:30 (Mike Binet, Sonny Landreth, Zachary Richard, Shelton Sonier)
4. Tout ça c'est fou – 2:34 (Zachary Richard)
5. Vent d'été – 3:12 (Zachary Richard)
6. Quand tu es loin – 3:43 (Sonny Landreth)
7. La prison de la Nouvelle Orléans – 3:57 (Zachary Richard)
8. Hello Joséphine – 2:21 (Dave Bartholomew, Fats Domino)
9. Assimilation – 5:20 (Zachary Richard)
10. Con todo de meu coração – 2:25 (Zachary Richard)

## Musicisti
- Zachary Richard - chitarra
- Sonny Landreth - chitarra
- Pat Breaux - sassofono
- Craig Légé - tastiere
- Shelton Sonnier - basso
- Mike Binet - batteria